# Kiss in 77
"Kiss in 77" é uma canção escrita por Charles Sherrell e gravada por James Brown. Lançada como single em 1977, alcançou o número 35 da parada R&B. Também aparece no álbum Bodyheat. Robert Christgau deu à canção uma crítica negativa, comentando sarcasticamente que era "tão 'novo' como o 'New Sound!' que [Brown] promete na capa do álbum.